# Cape Surprise
Cape Surprise är en udde i Antarktis. Den ligger i Västantarktis. Nya Zeeland gör anspråk på området.
Terrängen inåt land är kuperad åt sydväst, men åt nordost är den platt.